# Iškašim
Iškašim (tádžicky Ишкошим, rusky Ишкашим) je město v Tádžikistánu, hlavní město Iškašimského okresu.
Město leží v nadmořské výšce 2 550 metrů nad mořem na řece Pandž, kde se její směr stáčí ostře na sever. Přes hraniční řeku leží stejnojmenné město v Afghánistánu. V roce 2006 byl otevřen most spojující obě města. Dále je v plánu zrekonstruovat 100 km silnice spojující Iškašim s hlavním městem provincie Chorogem, která byla poničena lavinami.